# Schüttungsaufnahme
Alle genormten Müllbehälter besitzen eine Schüttungsaufnahme, um die Behälter mittels Lifter, der am Müllwagen angebaut ist, zu entleeren. Dabei gibt es viele verschiedene Typen und Ausführungen.

## EN-Kammleiste
Alle Kunststoffbehälter nach DIN EN 840 besitzen eine Kammleiste an der oberen Vorderkante des Rumpfs. Die Kammleiste ist meist als zweistufige Kante ausgeführt, die zur Stabilisierung mittels Verstrebungen mit der Behälterwand verbunden ist.
Der Müllwagen besitzt eine hydraulisch angetriebene Hebevorrichtung, die das Aussehen eines "Kamms" hat. Dieser Kamm wird von unten in die Kammleiste gefahren und hebt somit den Behälter hoch. Kurz vor dem Entleeren des Behälters wird der obere zweistufige Teil der Kammleiste gegen eine Haltevorrichtung gepresst, die verhindert, dass der Behälter in den Müllwagen fällt.

## DU-Aufnahme
Die DIAMOND-Behälter besitzen an der Vorderseite anstatt einer Kammleiste einen "Latz" in den von unten her eine etwa halbkreisförmige Hebevorrichtung gefahren wird die den Behälter hochhebt. Die DU-Aufnahme wird seit den 90er Jahren vor allem für Seitenladerfahrzeuge  verwendet, da die Behälter einfach und sicher aufgenommen werden können, allerdings sind diese Behälter nicht sehr stark verbreitet.

## DIN-Zapfen-Aufnahme
Diese Aufnahme gibt es nur bei Müllgroßbehältern von 660 l bis 1100 l. Die Behälter besitzen an beiden Seiten 2 Zapfen. Der Lifter des Müllwagens besitzt 2 Klapparme mit einer Öffnung an der Vorderseite, in die die 2 Zapfen des Müllgroßbehälters geschoben werden.
Die DIN-Aufnahme hat den Nachteil, dass der Behälter genau mit seinem Zapfen in die Öffnungen der Klapparme geschoben werden muss. Bei der Kammaufnahme fährt der Kamm des Müllwagens automatisch in die Kammleiste des Müllbehälters.

## Ausländische Aufnahmetypen
In der Schweiz ist vor allem die Ochsner-Aufnahme gebräuchlich. Sie ähnelt der DIN-Aufnahme, besteht jedoch nicht aus Zapfen, sondern aus einem Metallbügel, der gleichzeitig als Griff dient und am Müllwagen eingehängt wird.
In Frankreich ist die AFNOR-Kammleiste verbreitet. Sie besteht im Gegensatz zur EN-Kammleiste aus nur einer Kante (nicht 2-stufig) und hat zur einfacheren Aufnahme keine Verstrebungen mit dem Rumpf.